# ボヤール

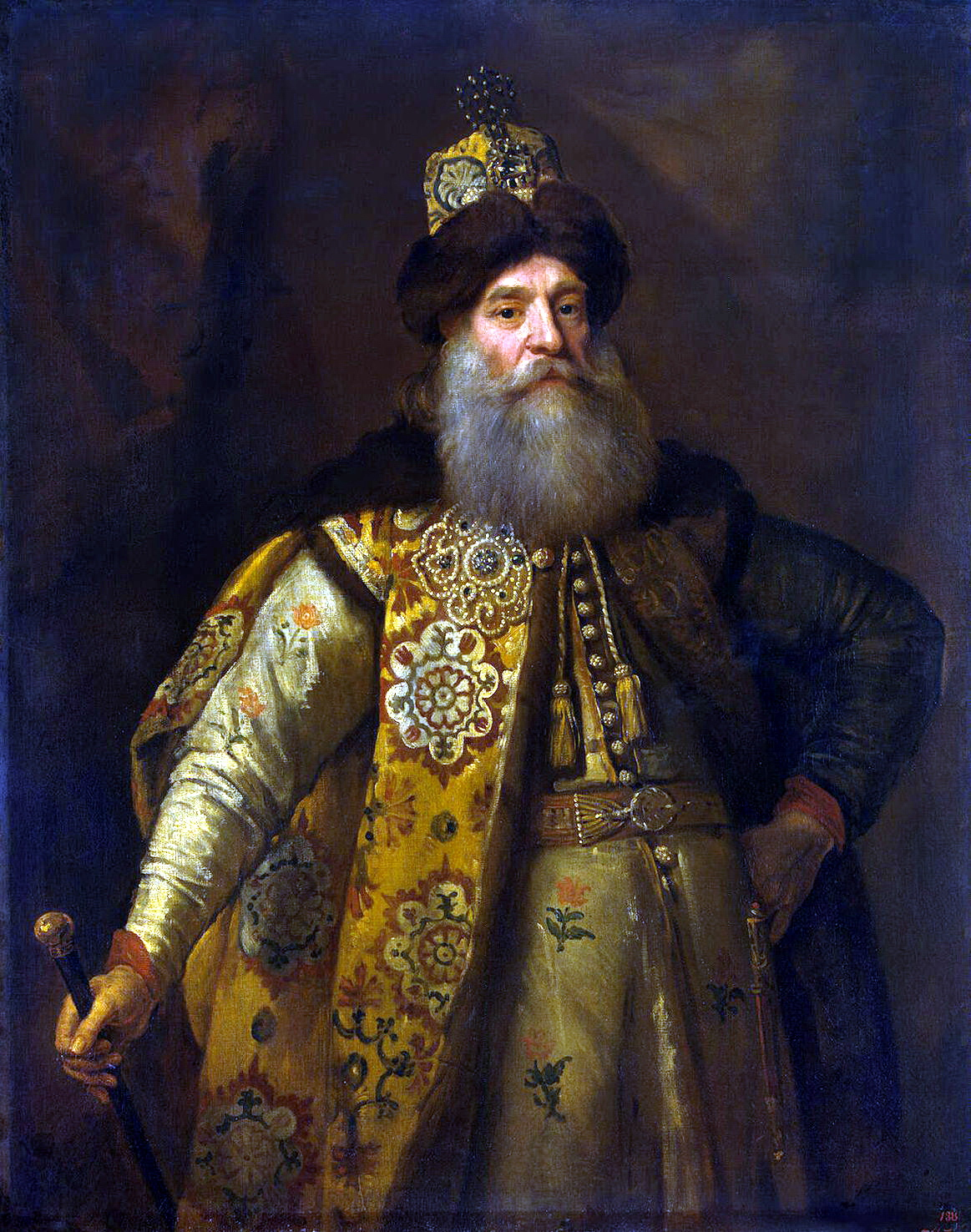
17世紀のボヤールの1人、ピョートル・ポチョムキンの肖像画。ゴドフリー・ネラー作、1682年。

ボヤール（ロシア語: бояре, ブルガリア語: боляри, ルーマニア語: boier [boˈjer] ( 音声ファイル) ボイェール）は、中世ロシアやスラブ系諸国に存在した支配階級である。

## 概要
軍事に関する重要な役職を務め、ドゥーマと呼ばれる国家会議では公（クニャージ）やツァーリへの助言を行った。
13世紀、14世紀においては、クニャージへ助言を与える裕福な地主であったが、他の土地や公へ仕える自由もあった。
祖先に先代の公や諸外国の貴族を持つボヤールは15世紀から17世紀のモスクワにおいては、貴族制と強固な関係にあり、200前後のボヤール家が存在した。ヨーロッパの観念からすると高潔とは言えない行儀作法を持ち、多くの者は文字を読むことができなかった。旅行に出ることは少なく、外国のもの全てに懐疑的であった。
17世紀になると地位が低下し始め、18世紀初期には、ピョートル1世によってボヤールの称号は廃止された。

## 関連図書
- Bain, Robert Nisbet (1911). "Boyar" . In Chisholm, Hugh (ed.). Encyclopædia Britannica (英語). Vol. 4 (11th ed.). Cambridge University Press. p. 352.